# Riba D´Ave Hóquei Clube
Actualités
Le Riba D´Ave Hóquei Clube (Riba d'Ave HC) est un club de rink hockey fondé en 1972 et situé à Riba de Ave dans le District de Braga au Portugal. Il évolue dans le championnat du Portugal de rink hockey masculin.

## Palmarès
| Compétitions nationales | Compétitions internationales |
| - Championnat du Portugal de deuxième division (1) - Champion : 2000 - Championnat du Portugal de troisième division (1) - Champion : 1993 | - néant                      |